# Reserva de la biosfera

Mapa de la Red Mundial de Reservas de la Biosfera en 2011. Nota: los lugares transfronterizos se redistribuyen entre los países en los que se sitúan en el mapa de localización, por tanto, han sido contabilizados varias veces.

Las reservas de la biosfera (o biósfera en la mayoría de países latinoamericanos) son territorios cuyo objetivo es armonizar la conservación de la diversidad biológica y cultural, el desarrollo económico y social a través de la relación de las personas con la naturaleza, y el apoyo logístico que apoye el desarrollo por medio de la investigación, el seguimiento, la educación y la formación. Estas se llevan a cabo en tres zonas: núcleo o central, de amortiguamiento y de transición.

## Historia
En 1971 la Unesco empezó el Programa sobre el Hombre y la Biosfera (Man and biosphere en su denominación inglesa y comúnmente abreviado por su acrónimo MaB), que tenía como objetivo conciliar la mentalidad y el uso de los recursos naturales, esbozando el concepto de desarrollo sostenible. Como parte de ese proyecto se seleccionarían lugares geográficos representativos de los diferentes hábitats del planeta, abarcando tanto ecosistemas terrestres como marítimos. Estos lugares o áreas se conocen como reservas de la biosfera (o reservas de la biósfera en la mayoría de países latinoamericanos).
Estas reservas de la biosfera están reconocidas internacionalmente, aunque permanecen bajo la soberanía de sus respectivos países, y no están cubiertas ni protegidas por ningún tratado internacional. Se seleccionan por su interés científico, basándose en una serie de criterios que determinan si un espacio se incluye en el programa. La función de estos espacios es además de la conservación y protección de la biodiversidad, también el desarrollo económico y humano de estas zonas, la investigación, la educación y el intercambio de información entre las diferentes reservas, que forman una red mundial.
En 2001, la Red Mundial de Reservas de la Biosfera recibió el premio Príncipe de Asturias de la Concordia.
A fecha de 2019, existen 701 reservas de la biosfera en 124 países diferentes. A continuación se muestra la distribución de estos espacios en el mundo a fecha de 2011.